# Bazilika svatého Pavla za hradbami
Bazilika svatého Pavla za hradbami (italsky Basilica di San Paolo fuori le mura) je jednou ze čtyř římských papežských (dříve patriarchálních) velkých bazilik. Stojí mezi Viale di San Paolo, Via Ferdinando Baldelli a Via Ostiense, ve čtvrti Rione Ostiense, asi 2 km od antické Aurelianovy hradby.

## Historie

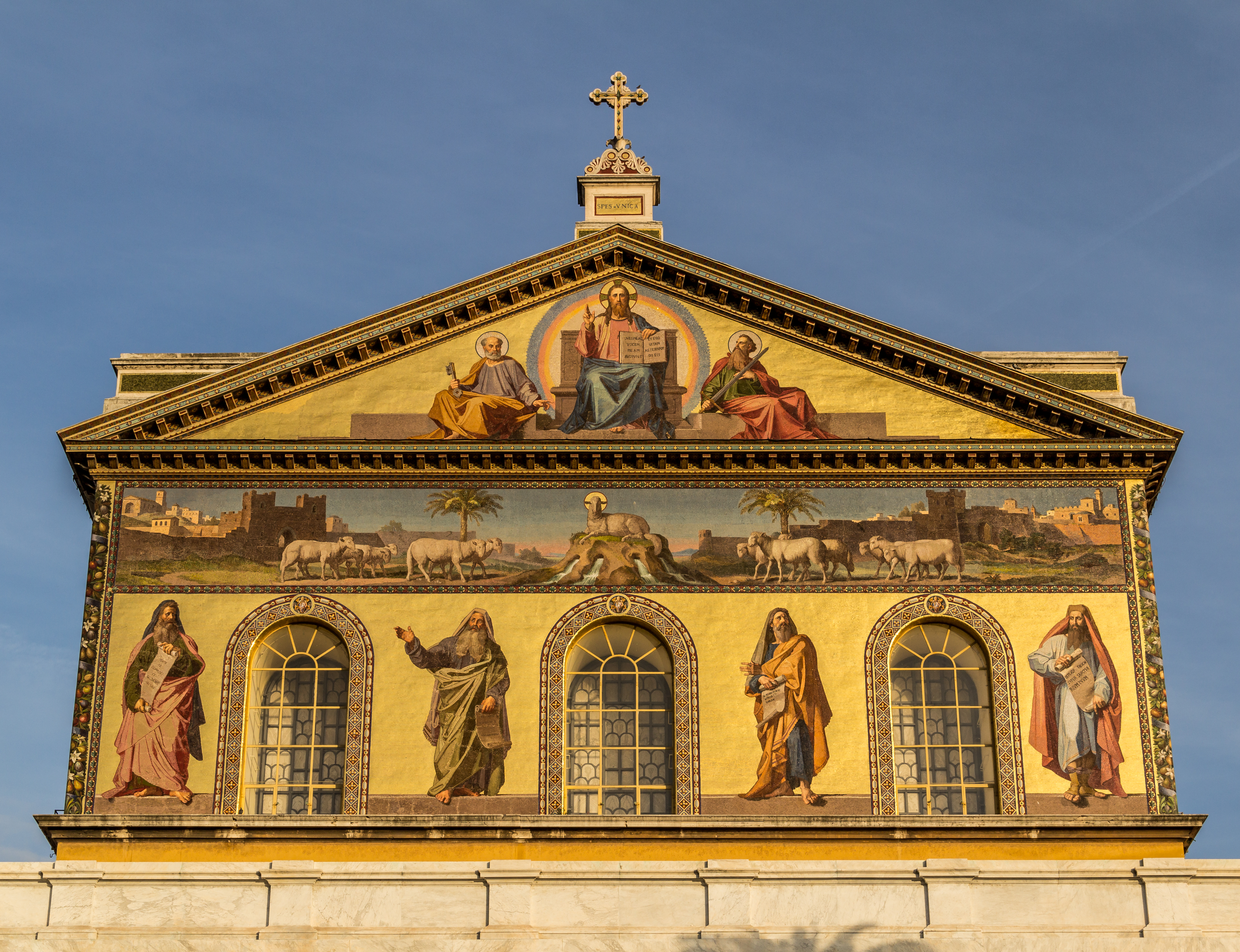
Detail fasády baziliky

Bazilika byla postavena ve 4. století vně městských hradeb (odtud byl odvozen přídomek kostela), na místě římské nekropole, nad hrobem apoštola Pavla. Situaci sepulcra pod hlavním oltářem potvrdil Giorgio Filippi rozsáhlým archeologickým výzkumem z let 2002 až 2006. Hrob byl vykopán na místě římské nekropole a u pramene "živé" vody (nyní "Tre fontane"). 
Původní stavba baziliky, byla postupně rozšiřována, až dosáhla rozměrů větších než bazilika sv. Petra a dochovala se až do roku 1823, kdy byla z podstatné části zlikvidována požárem. V následujících letech byla bazilika na stejných základech postavena znovu. Také v nadzemních konstrukcích se stavitelé snažili dodržet původní koncepci pětilodní sloupové a plochostropé baziliky.
Při rekonstrukci stavby z let 1824 až 1830 byl na obvodových stěnách baziliky pod stropem vytvořen pás fresek s hlavami všech oficiálně uznaných dosavadních papežů od sv. Petra až po současnost.
Baziliku založil podle Liber Pontificalis římský císař Konstantin I. nad místem, kde byl asi dva kilometry za hradbami města při cestě do Ostie pohřben sv. Pavel. Hned po apoštolově popravě postavili jeho stoupenci nad hrobem pamětní síň, nazvanou Cella memoriae, kterou chovali křesťané ve velké úctě. V následujícím období všeobecně uznávaného křesťanského náboženství byl konstantinovský kostelík vysvěcen 18. listopadu 324 a rozšířen za císaře Valentiniána I.
Císařové Valentinianus II. a Theodosius I. dali malou svatyni zbořit a nahradit ji stavbou velké baziliky, jejímž architektem byl Cyriades. Stavbu zahájil roku 386 Theodosius I. Podle nápisu na triumfálním oblouku byla vysvěcena roku 390 Sirciem, a dokončena roku 395 za císaře Honoria. Křesťanský básník Prudentius, který baziliku viděl právě v té době, popisuje její nádheru v několika expresivních větách. V 5. století byla dokonce větší než stará bazilika svatého Petra. Jelikož byla také zasvěcena svatým Taurinovi a Herculanovi, mučedníkům z Ostie, říkalo se jí v 5. století Basilica trium Dominorum („bazilika tří pánů“).
Obnovu baziliky zahájil papež Lev I. Veliký (440–461). Po asi padesáti letech nařídil papež sv. Symmachus opravu apsidy, která byla v nebezpečném stavu. Další opravy a změny následovaly za papežů Řehoře Velikého (transept), Sergia I. (střecha a některé místnosti), Hadriána I. (boční loď a atrium) a Lva III. (transept, střecha a podlaha, přidal též mozaiku v apsidě).
V této době byly v blízkosti baziliky dva benediktinské kláštery: sv. Aristuse pro muže a sv. Štěpána pro ženy. Mše sloužil zvláštní sbor duchovních zřízený papežem Simpliciem. Když kláštery a duchovenstvo baziliky dospěly během času k úpadku, papež sv. Řehoř II. kláštery obnovil a baziliku svěřil do jejich péče.
Jelikož leží vně aureliánských hradeb, byla bazilika poškozena během saracénských vpádů v 9. století. Papež Jan VIII. proto poté baziliku, klášter a příbytky venkovanů opevnil a vytvořil tak město Joannispolis, které existovalo až do roku 1348, kdy je zcela zničilo zemětřesení. Hradby kolem kostela s věží byly dokončeny roku 883. Pevnost obrany prošla zkouškou v letech 1083 až 1084, kdy hradby odolaly několika útokům císaře Jindřicha IV.

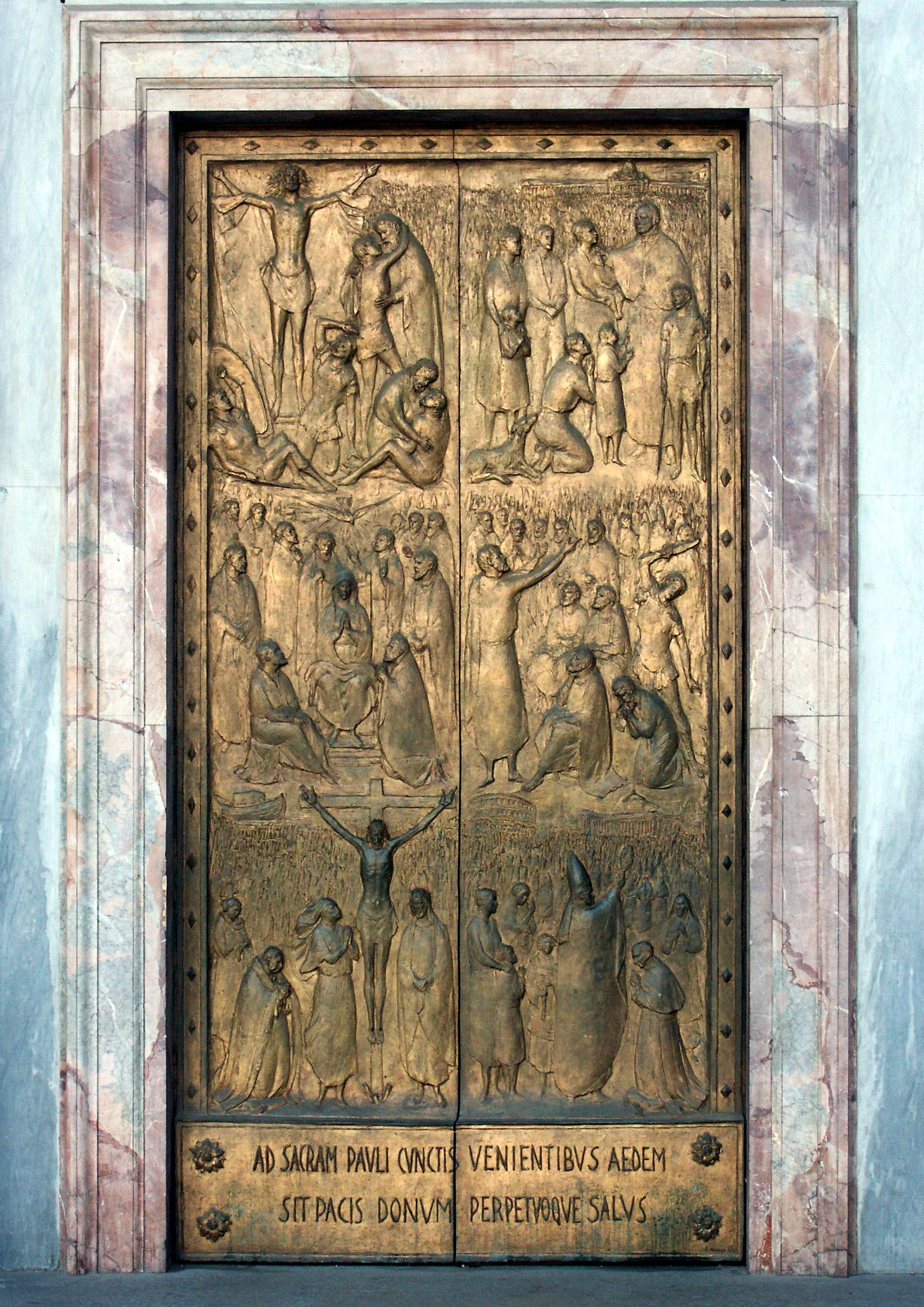
Svatá brána

Když roku 937 přišel do Říma Odo z Cluny, svěřil římský patricij Alberic II. Spoletský klášter a baziliku jeho kongregaci a Odo do jejího čela postavil Balduina z Monte Cassina. Opatem kláštera byl i papež Řehoř VII.a v jeho době Pantaleon z Amalfie věnoval pro baziliku bronzová vrata zpracovaná konstantinopolskými umělci. Papež Martin V. baziliku svěřil mnichům kongregace z Monte Cassina. Stalo se z ní teritoriální opatství, kdy pod jurisdikci opata spadaly oblasti Civitella San Paolo, Leprignano a Nazzano, které všechny byly farnostmi, ovšem farnost San Paolo v Římě spadá pod jurisdikci kardinála vikáře. Od roku 1215 do roku 1964 byla bazilika sídlem latinského alexandrijského patriarchátu. 31. května 2005 papež Benedikt XVI. rozhodl, že správu baziliky převezme arcikněz, a téhož dne jmenoval prvním arciknězem baziliky arcibiskupa Andrea Cordero Lanza Di Montezemola.
Roku 1115 baziliku zasáhl požár a papež Inocenc II. dal v transeptu postavit zeď a sloupy, aby podepřel chátrající střechu. Zeď rozdělila transept do dvou bočních lodí. Elegantní rajský dvůr kláštera s ambitem vznikl mezi lety 1220 až 1241. Další pohroma udeřila roku 1349, kdy zemětřesení zničilo zvonici a část portiku. Škody dal opravit papež Klement VI.
Významné opravy začaly za papeže Bonifáce IX. poté, co vypsal několikeré odpustky pro návštěvníky kostela a umožnil na opravy využít také všechny ostatní dary kostelu. Papež Martin V. v díle pokračoval a práce ještě zesílily pod vedením rektora baziliky Gabriele Condulmera, pozdějšího papeže Evžena IV.
Roku 1653 navrhl Francesco Borromini projekt celkové rekonstrukce kostela. Pro nedostatek peněz byla za papeže Klementa X. jen vyměněna střecha.
Na konci svatého roku 1700 oblast zaplavila Tibera a baziliku nebylo možné navštěvovat. Její funkci pro jubilejní rok převzal kostel Santa Maria in Trastevere.
Portikus baziliky v rámci příprav na jubilejní rok 1725 přestavěl Antonio Canevari, jelikož předchozí, který stavěl Alessandro Specchi, se 1. května 1724 zřítil. V téže době byl také zbořen starobylý narthex (chrámová předsíň) a odstraněny byly i sloupy ze staršího čtyřstranného portika.
Vinou nedbalosti dělníka, který opravoval olověnou střechu, vypukl 15. července 1823 požár, který baziliku téměř zcela zničil. Jako jediná mezi římskými kostely si po 1425 let uchovávala svůj původní charakter. Říká se, že velmi nemocný papež Pius VII., který zemřel 20. srpna toho roku, se nikdy nedozvěděl, co se stalo, a to na základě rad jeho nejspolehlivějších druhů, jako byl státní sekretář kardinál Conslavi.
Papež Lev XII. zvolený 18. listopadu 1823 rozhodl, že místo zbudování kostela v modernějším slohu obnoví baziliku v její původní kráse. Na její obnovu přispěl celý svět. Egyptský místokrál věnoval alabastrové sloupy, ruský car drahocenné malachity a lapis lazuli na svatostánek. Architektem obnovy byl nejprve ustanoven Giuseppe Valadier, ale jeho plány radikálních změn byl nakonec zamítnuty a v listopadu 1825 byl odvolán. Prvním architektem, který tak práce na stavbě nové baziliky řídil, byl Pasquale Belli. Jeho asistenty byli jmenováni Salvi, Paccagnini a Andrea Alippi. Práce začaly po organizování sbírek roku 1826. O obnovu baziliky se velmi zajímal papež Řehoř XVI. zvolený právě v době, kdy byly postaveny první z osmdesáti sloupů v lodi. Novým hlavním architektem se roku 1833 stal Luigi Poletta, kterému asistovali Bosio, Camporese and Virgino Vespigniani.
Hlavní oltář byl znovu vysvěcen papežem Řehořem XVI 5. října 1840. Loď tehdy nebyla ještě ani zdaleka hotová a používat bylo možné jen transept. Nově vysvěcena byla bazilika až o dalších patnáct let později za přítomnosti papeže Pia IX. s padesáti kardinály. 23. dubna 1891 výbuch u Porta Portese zničil malovaná okenní skla. Práce na hlavním průčelí obráceném k Tibeře dokončila italská vláda, jež kostel prohlásila za národní památku. Obnova baziliky pokračovaly až do 20. století.

## Architektura a interiér

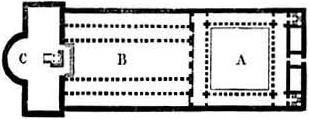
Plán baziliky

Krytý portikus před průčelím v neoklasickém stylu byl přistavěn při rekonstrukci v 19. století. Vrata z 20. století obsahují zbytky původního portálu se scénami ze Starého a Nového zákona, který vytvořil kolem roku 1070 Stauchurius z Chiosu v Konstantinopoli. Po pravé straně je Svatá brána, která se otevírá jen při příležitosti jubileí, svatých roků.
Nová bazilika zachovala původní strukturu jedné hlavní a čtyř bočních lodí. Je dlouhá 131,66 metrů, 65 metrů široká a 29,7 metru vysoká. Tím se co do velikosti řadí na druhé místo v Římě.
Osmdesát sloupů v lodi i štukem zdobený strop pochází z 19. století. Z původní baziliky se dochovala jen vnitřní část apsidy s triumfálním obloukem. Většina mozaik v apsidě, dílo Pietra Cavalliniho, byla ztracena při požáru roku 1823, do rekonstrukce bylo zapracováno jen několik stop a zlomků. Mozaiky z 5. století na triumfálním oblouku jsou původní. Nápis v dolní části dosvědčuje, že byly zhotoveny v době pontifikátu Lva I. a zaplatila je Galla Placidia. Mozaika zobrazuje Apokalypsu sv. Jana s bustou Krista uprostřed a čtyřiadvaceti učiteli církve po stranách. Nad nimi se vznáší symboly čtyř evangelistů. Napravo a nalevo od oblouku jsou vyobrazeni svatý Petr a svatý Pavel, který ukazuje dolů, patrně ke svému hrobu.

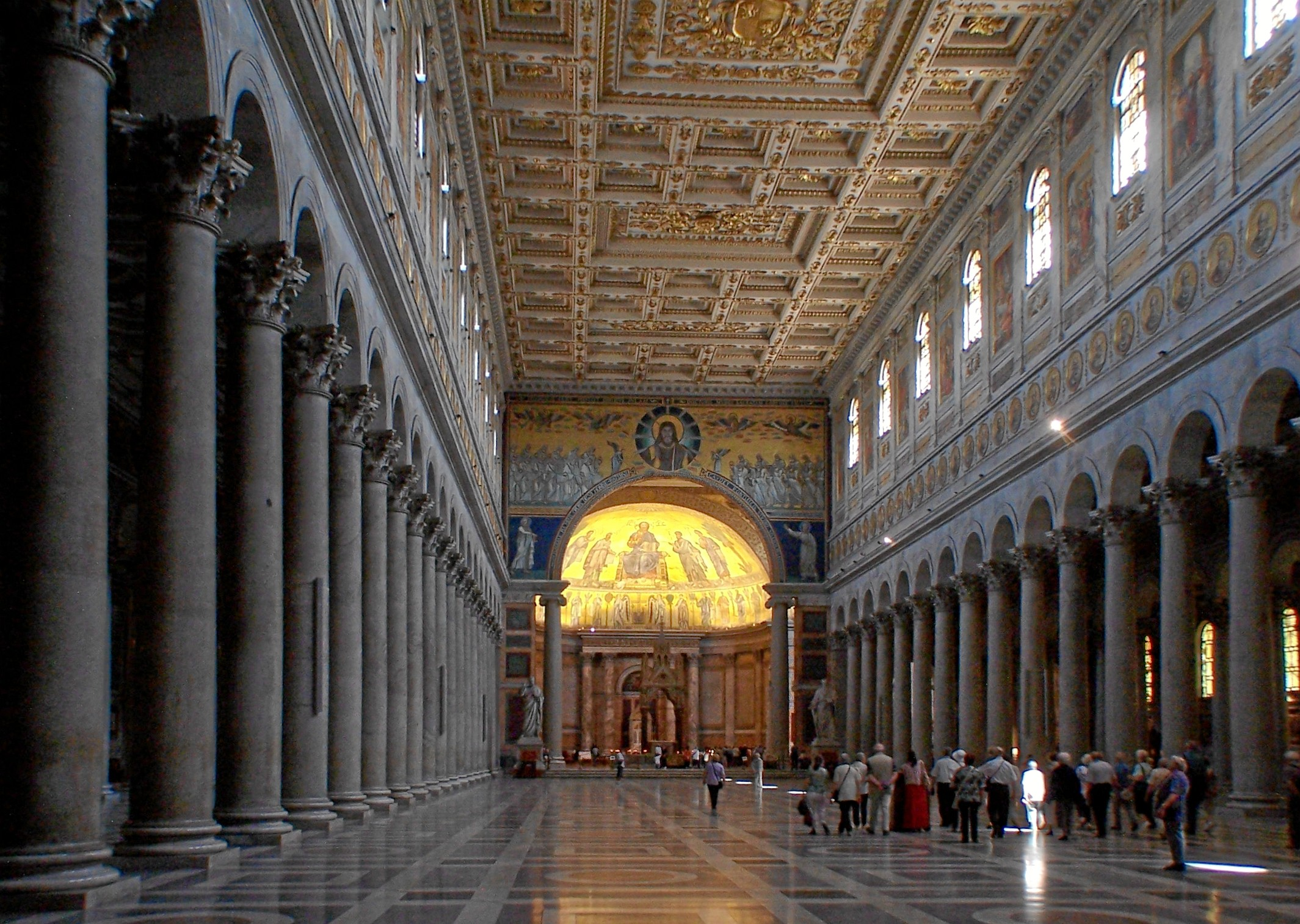
Interiér baziliky

Tabernákl nad confesiem je dílem Arnolfa di Cambio (1285) a spadá do 13. století.
Ve staré bazilice měl každý papež portrét ve vlysovém pásu nad sloupovím oddělujícím hlavní a čtyři vedlejší lodi. Nyní lze vidět verzi z 19. století. Také vnitřní zdi hlavní lodi byly nově vyzdobeny scénami ze života sv. Pavla ve svou sériích mozaik.
V sakristii je socha papeže Bonifáce IX.
Jižně od transeptu je ambit považovaný za „jeden z nejkrásnějších ze středověku“, vystavěný Vassalletem mezi lety 1205 až 1241 s dvojím sloupovím odlišných tvarů. Některé sloupy jsou vykládané zlatými a barevnými mozaikami, stejně zdobený je architráv a vnitřní obvod ambitu. Vidět jsou i zlomky zničené baziliky a antické sarkofágy, jeden se scénami z Apollónova mýtu.

## Vykopávky hrobu sv. Pavla
V souvislosti s touto přestavbou zmiňuje kronika benediktinského opatství připojeného ke klášteru nález velkého mramorového sarkofágu s dvěma deskami na vrchu, na nichž byl nápis „Paulo Apostolo Mart(yri)“ (Pavlovi apoštolovi a mučedníku). Toto ovšem, na rozdíl od dalších sarkofágů tehdy nalezených nebylo v dokumentaci vykopávek zmíněno.
6. prosince 2006 bylo oznámeno že vatikánští archeologové našli pod oltářem sarkofág obsahující tělesné pozůstatky apoštola. Tisková konference 11. prosince 2006 poskytla další detaily o vykopávkách, které trvaly od roku 2002 do 22. září 2006, a byly zahájeny poté, co během jubilejního roku 2000 projevovali poutníci do baziliky zklamání, že není možné apoštolův hrob navštívit nebo se ho dotknout. Byl prozkoumán vnitřek sarkofágu, který obsahoval lidské ostatky. Sarkofág byl vyjmut ze svého místa a otevřen. Je vidět jen jedna z jeho kratších stran.
Bezprostředně na západ od sarkofágu byla odkryta zakřivená řada cihel naznačující obrys apsidy konstantinovské bazilky. Ukazuje, že původní bazilika měla vstup na východě, jako bazilika sv. Petra ve Vatikánu. Východně od větší baziliky z roku 386, která původní stavbu nahradila, vedla Via Ostiense (cestu do Ostie), proto byla nová bazilika diametrálně změnila orientaci a byla rozšířena směrem na západ, k řece Tibeře.

## Fotogalerie

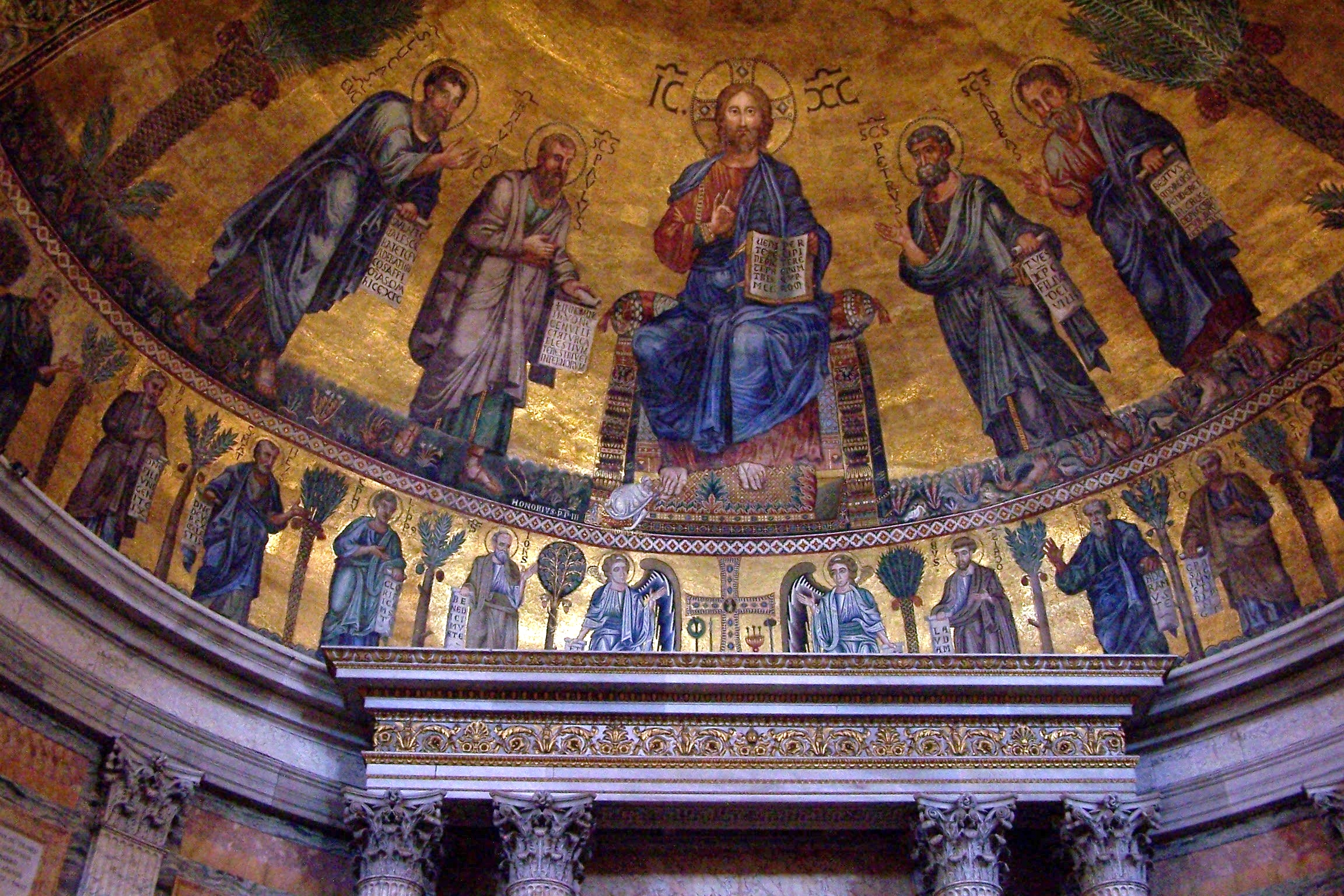
Mozaika v apsidě
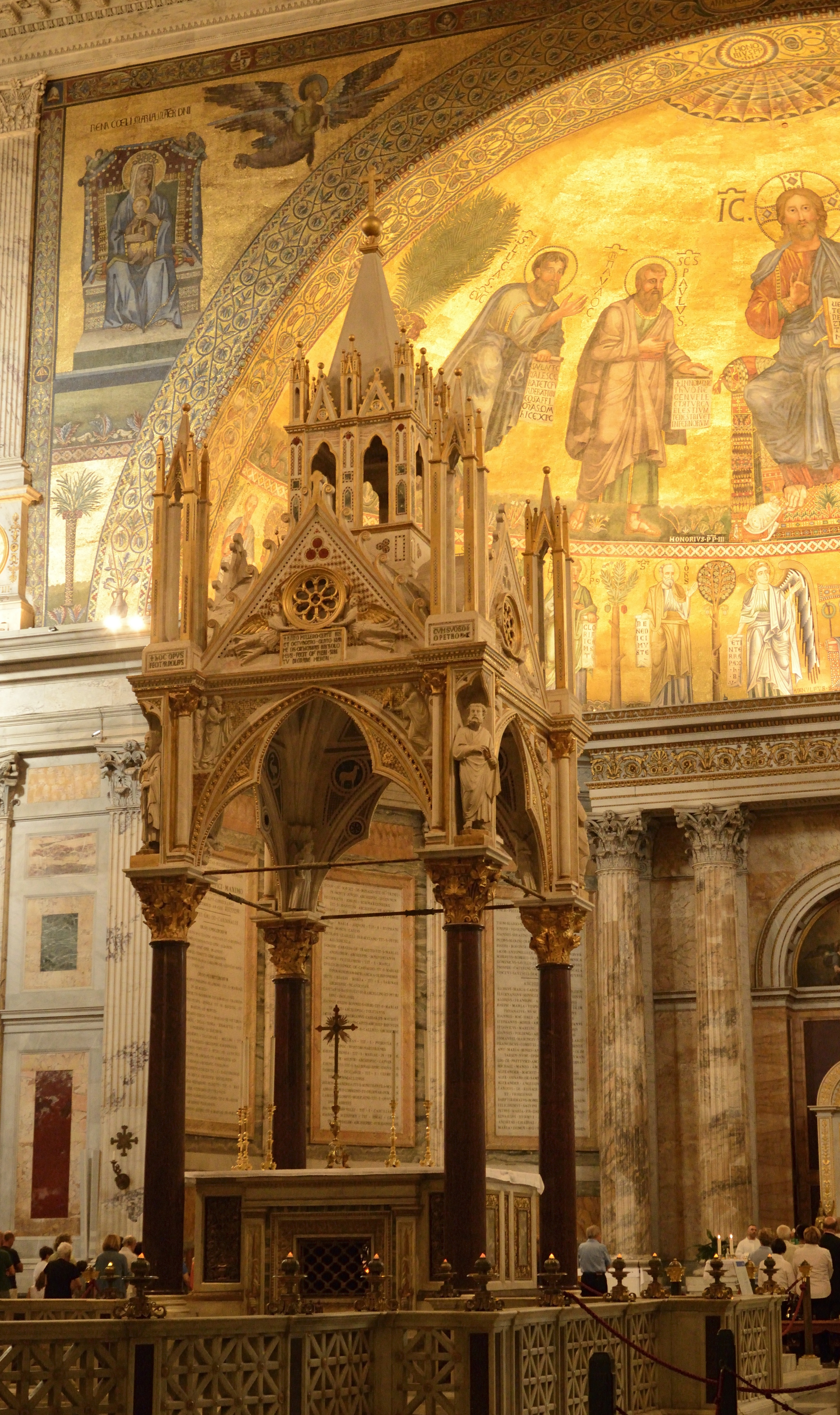
Svatostánek Arnolfa di Cambia
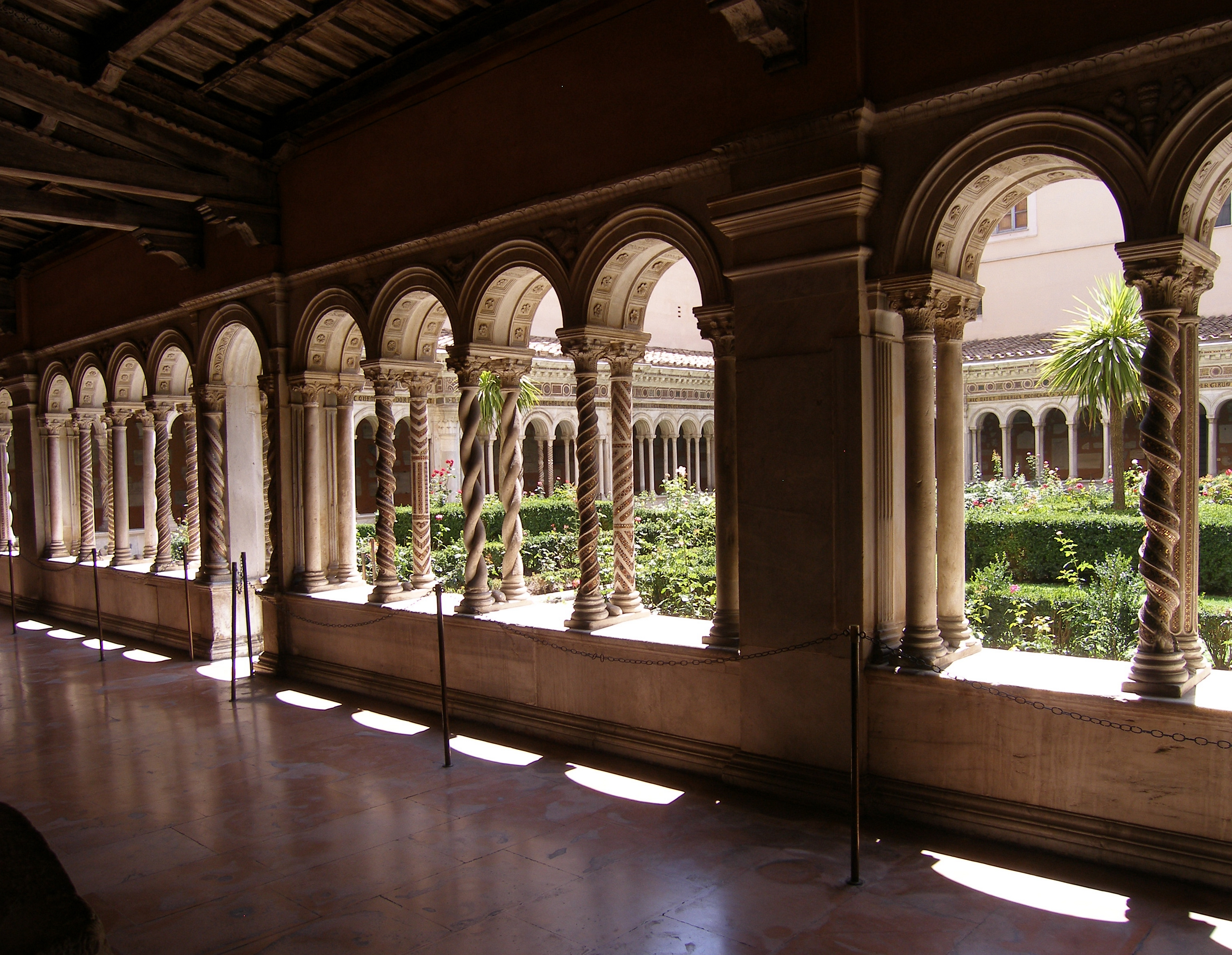
Křížová chodba kláštera
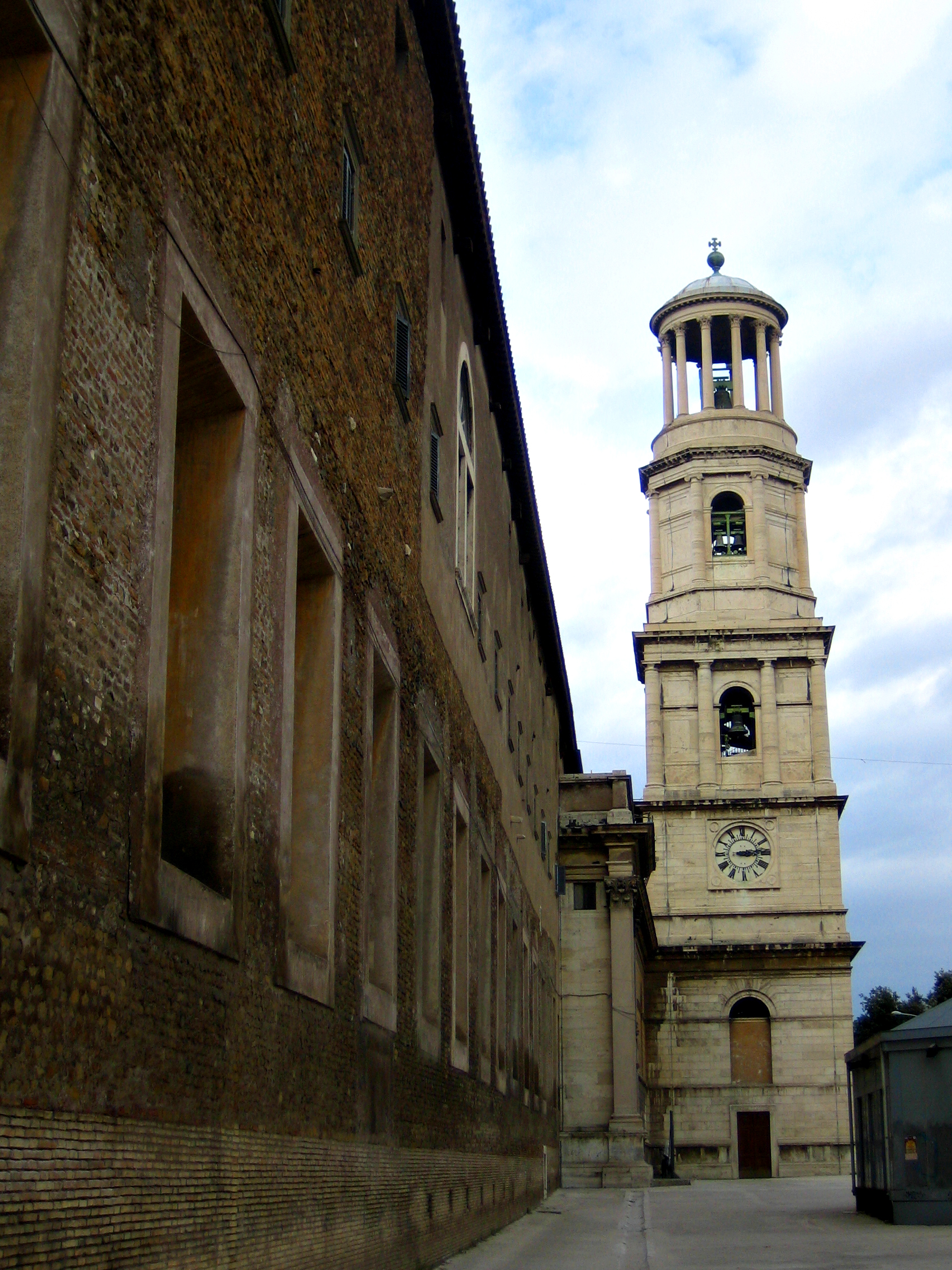
Zvonice